# Црквена јурисдикција
Црквена јурисдикција је јурисдикција црквених поглавара над другим црквеним вођама и над лаицима.

## Значење
Јурисдикција је реч позајмљена из правног система који је добио широку екстензију у теологији, при чему се, на пример, често користи у супротности са редом, да би се изразило право на давање сакрамената као нешто што је додато моћи да се оне славе. Дакле, користи се да изрази територијалне или друге границе црквене, извршне или законодавне власти. Овде се користи као ауторитет којим правосудни службеници истражују и одлучују случајеве према канонском праву.
Такав ауторитет у главама римских правних лаика који су први употребили реч „јурисдикција” био је у суштини темпоралан по свом пореклу и у својој сфери. Хришћани су пренели појам у духовни домен као део опште идеје о Царству Божјем са фокусом на духовну страну човека на земљи.
Сматрало се да је такође одређено од Бога, који је имао власт над својим временским имањем. Као што је Црква у најранијим временима имала извршну и законодавну власт у својој духовној сфери, тако је имала и судске службенике, који су истраживали и решавали случајеве. Пре сједињења са државом, њена моћ у овом правцу, као и у другим, била је само над душама људи. Принудна временска власт над њиховим телима или имањима могла је бити дата само концесијом од временског владара. Штавише, чак ни духовна власт над члановима Цркве, односно крштеним лицима, не би се могла искључиво полагати као право од стране црквених судова, ако је предмет случаја био чисто временски. С друге стране, јасно је да су сви верници били подвргнути овим судовима (када су деловали у својој сфери), и да се у најранијим временима није правила разлика између свештенства и лаика.